# Molde
|  | For fodboldklubben, se Molde FK |
Molde er en bykommune i Romsdal i Møre og Romsdal fylke i Norge. Kommunen grænser i vest til Aukra, i nord til Fræna og Gjemnes og i øst til Nesset. Syd for Langfjorden i øst ligger Rauma, syd for Moldefjorden er Vestnes, og vest for Julsundet er Midsund kommune. 
1. januar 2020 blev Molde, Midsund og Nesset kommuner lagt sammen.
Navnet antages at komme fra et norrønt gårdnavn, Moldar, en flertalsform af mold. Byvåbenet, en hval som jager sild ind i en tønde, refererer til byens oprindelige hovederhverv – eksport af sild. En person fra Molde kaldes en moldenser.

## Geografi
Kommunen ligger på Romsdalshalvøen på nordsiden af Romsdalsfjorden og strækker sig østover i tidligere Bolsøy kommune omkring Fannefjorden, omfatter Skålahalvøen mellem Fannefjorden og Langfjorden, og desuden øerne Sekken (18,45 km²), Veøya (1,1 km²) og Bolsøya (4,9 km²), samt flere småøer i Moldefjorden.
Selve byen Molde strækker sig som et omkring 10 km langt bælte langs nordsiden af Fannefjorden og Moldefjorden, med centrum lige vest for Moldeelvens udløb.
Landskabet består af skråninger der strækker sig fra fjordene opover mod skovklædte åse og bare toppe. Det højeste fjeld er Skåla på Skålahalvøen med 1.128 moh. Bjerggrunden består hovedsageligt af gneis.

### Klima
Molde har tempereret klima, med laveste middeltemperatur i januar med 0,5 °C og højeste i august med 13,6 °C. Som på Vestlandet i øvrigt, falder der en del nedbør, i et normalår 1.640 mm. Molde har en norsk vejrrekord, nemlig højest målte temperatur for oktober med 25,6 °C den 11. oktober 2005.
Vintrene i Molde er relativt milde, men ikke helt så milde som yderst på kysten. Det betyder at der nogle gange ligger en del sne, men at denne som oftest ikke bliver liggende over lange perioder. Et lidt specielt fænomen som Molde deler med resten af Møre og Romsdal, er relativt jævnlige vinterdage med temperaturer over 15 °C på grund af sydøstlige fønvinde. Dertil ligger Molde på en sydvendt bakke, sådan at temperaturene bliver høje i perioder med godt vejr.

### Byer i Molde kommune
Byer i Molde kommune med areal og folketal per 1. januar 2006.
- Molde, 18 579 innb., 10,06 km²
- Hjelset, 997 innb., 1,13 km²
- Kleive, 495 innb., 0,76 km²
- Hovdenakken, 301 innb., 0,37 km²
- Nesjestranda, 364 innb., 0,42 km²
- Røbekk, 297 innb., 0,21 km²
- Torhaug, 239 innb., 0,36 km²

## Historie

### Veøya
Veøya ligger strategisk placeret som et knudepunkt for bådtrafikken i vikingetiden i på vejen til Nidaros. Derfor opstod på Veøya, en Kaupang, Romsdals første by , et økonomisk, administrativt og religiøst centrum.
Veøya nævnes af Snorre i forbindelse med Slaget ved Sekken i 1162 hvor kong Håkon Herdebrei faldt mod Erling Skakke. Kaupangen havdeomkring 300 indbyggere, men tabte sin betydning mod slutningen af middelalderen.

### Molde vokser frem
Længere ude mod havet blomstrede imidlertid økonomien. Fiskelejet Bud ved Hustadvika var en periode den største by mellem Trondheim og Bergen. Dette nød det som skulle blive Molde også godt af. Mellem storgårdene Moldegård og Reknes voksed nemlig havnen Molde fjære op i slutningen af 1300-tallet, for det meste baseret på handel med trælast til Holland samt sild. Dette lagde grundlaget for byen og i 1614 blev Molde ladested under Trondheim. Da Danmark-Norge i 1600-tallet afløste lensordningen med den nye amtsordning, blev Molde residens for amtmanden i Romsdals Amt under Trondhjems stiftamt, og grundlaget for Molde som administrationsby blev lagt. I 1704 blev Moldegård amtmandsbolig.
Under protester fra både Bergen og Trondheim blev byen tildelt fulde handelsrettigheder af kong Christian 6., og blev købstad den 29. juni 1742. Privilegiebrevet blev først kendt efter årsskiftet til 1743, men skabte selvsagt begejstring blandt indbyggerne.
Mod slutningen af 1800-tallet fik de norske fjorde en anden funktion end den traditionelle som færdselsårer; de blev turistattraktioner. Fjorden, Moldepanoramaet og en idyllisk småby med træhusbebyggelse, bugnende haver, parkanlæg og alléer gjorde at Molde blev fjordbyen frem for nogen på Vestlandet. Det var i denne perioden Molde fik tilnavnet «Rosernes by». Den økonomiske virkning af fjorden som turistattraktion kan ses i at Molde i slutningen af 1800-tallet havde to store hoteller, Grand og Alexandra, placeret på hver sin side af byen.
Kejser Wilhelm 2. besøgte årligt byen i hele sin regeringstid indtil første verdenskrig. Han kaldte byen «Nordens Nice».
21. og 22. januar 1916 brændte så 225 bygninger og en række haveanlæg ned i en bybrand på østsiden af Moldeelven. Området blev bygget op igen i mursten, men da de økonomiske tider ikke var de bedste, tog det sin tid. Dette gav et tilbageslag for Molde som turistby, selv om mesteparten af byen blev reddet. I 1919 brændte så Grand hotel på samme side af byen, og blev aldrig genopbygget. Turismen var definitivt blevet mindre betydningsfuld efter krigen.

### Bombningen i april 1940
Den 23. april 1940 ankom Haakon 7. af Norge og kronprins Olav til Molde med dampskibet «Romsdal» fra Åfarnes, og i løbet af dagen fulgte regeringsmedlemmene og dele af centraladministrationen og guldbeholdningen i biler fra Lesja. Nogle dage tidligere havde flere allierede styrker etableret sig i byen, og allerede 10. april var der blevet oprettet et søforsvar af byen. Fra 24. april og frem til maj blev Molde, og også Åndalsnes, Kristiansund og en række mindre steder, udsat for en massiv bombning fra tyske styrker. 
Kampene gik imidlertid ikke så godt, og det blev bestemt at Syd-Norge skulle overgives. 29. april kom krydseren «Glasgow» til Molde for at eskortere kongefølget og regeringen fra Molde. Efter en dramatisk lasting af personel og last, vanskeliggjort af brande i havneområdet – blandt andet et kullager – som følge af tysk bombning, forlod «Glasgow» Molde klokken 01.10 30. april, efter at have ligget til kaj i tre timer.
Bykærnen, det vil sige stort set den del som ikke blev ramt af bybranden 24 år tidligere, blev lagt fuldstændig i ruiner som følge af den tyske bombning, og i efterkrigstiden genrejst med relativt store, men enkle, murede huse langs brede gader. Men til trods for at det sidste af 1800-tallets idyl gik tabt, har denne uge også bidraget til at opretholde Molde som turistby. Et billede af Kong Haakon og kronprins Olav under Kongebjørka ved Glomstua i Molde gik verden rundt og skabte opmærksomhed om Norges situation som offer for tysk okkupation. Kongebjørka er senere blevet en betydelig turistattraktion.

### Grænser
Molde bykommune udgjorde oprindelig kun et forholdsvis lille areal i og omkring det som i dag er byens centrum. I 1915 og 1952 blev bygrænserne justeret ved at dele af Bolsøy herred blev indlemmet i Molde. Henholdsvis 183 og 1913 indbyggere i Bolsøy blev berørt af disse grænsejusteringer. Byen fik nutidens grænser 1. januar 1964 da Bolsøy herred, deler af Veøy herred, samt Mordal kreds i Nord-Aukra herred blev indlemmet i Molde. Med dette øgedes folketallet fra 8.289 til 17.118, hvoraf 7.996 nye indbyggere kom fra Bolsøy herred.

## Erhvervsliv
Med fylkesadministration for Møre og Romsdal, et stort sygehus – byens største arbejdsplads – højskole og en del statslige organer beliggende i byen ligger andelen af ansatte i offentlig forvaltning noget højere end landsgennemsnittet og en del højere end gennemsnittet for Møre og Romsdal. 

Molde huser også Makedoniens generalkonsulat i Norge.
Til trods for dette er Molde den største industriby i Møre og Romsdal, målt i andel af arbejdsstyrken. Flagskibene i Moldes industrivirksomhed er lysarmatur- og varmeproducenten Glamox, som har hovedkontor og en stor fabrik her. Videre kan nævnes en afdeling af kranproducenten National Oilwell, fabrikken Brunvoll thruster, en afdeling af Eltel Networks og dets tidligere datterselskab Linjebygg Offshore. Tidligere havde både Molde og Romsdal en omfattende konfekstinsindustri, men i Molde er der nu kun én konfektionsfabrik tilbage.
Molde er efter sammenlægningen med tidligere Bolsøy kommune ved siden af en bykommune også en landkommune. Kommunen har (2003) 80 landbrug i drift og store skovområder med en produktion på 10 000 m³ tømmer.

## Turisme
De mest besøgte turistattraktioner er Aker stadion, Molde domkirke, rådhuset med statuen Rosepigen, Reknesparken og Romsdalsmuseet, Kongebjørka med Fredslunden, Hjertøya og ikke mindst utsigtspunktet Varden. Dertil nyder Molde som turistby godt af de nærliggende turistattraktioner som Trollstigen, Trollvæggen, Atlanterhavsvejen, Raumabanen, Ergan kystfort, flere helleristninger samt de fraflyttede fiskelejer Bjørnsund og Håholmen.

## Kultur
Molde som kulturby markerer sig stærkest gennem de årlige, internationale festivaler Moldejazz og Bjørnsonfestivalen, men også ved at være vært for for Møre og Romsdal regionteater, Teatret Vårt. Molde har siden 2005 været friby for forfulgte forfattere, en ordning etableret af Norsk PEN. Siden 2003 har byen været hovedsæde for Bjørnstjerne Bjørnson-Akademiet.
Molde har også historisk haft en vis kulturel indflydelse. Tre af de fire store norske forfatterne har tilknytninger til byen. Bjørnstjerne Bjørnson gik i skole der, Alexander Kielland residerede i Molde som amtmand for Romsdals Amt, og Henrik Ibsen besøgte flere gange Moldegård, hvor han skrev Rosmersholm, hvis model er netop Moldegård. Fruen fra Havet kan også mistænkes for at være henlagt til Molde. Selv om dette ikke er anerkendt blandt litteraturkritikere, passer de geografiske beskrivelser i stykket perfekt til byen. Andre kendte forfattere med stærke bånd til byen er Knut Ødegård, Edvard Hoem, Nini Roll Anker, Amalie Skram og Jo Nesbø.
Musikalsk er det særlig popgruppen Di Derre og Stockholm-baserede Ane Brun som træder frem , men også gruppen D'sound har en vis tilknytning til byen gennem bassist Johnny Sjo. 
Ellers arrangeres årlig en række mindre festivaler, blandt andet en bluesfestival, en vandsportfestival, og Kirkefestuge.

## Trafik
Molde lufthavn ligger på Årø 5 km øst for byen. E39 går gennem byen langs Fannestranda fra øst og nord og forlader den mod syd ved færgen Molde–Vestnes, en af landets travleste færgeforbindelser. Der er også en hurtigbådsforbindelse til Vestnes. Rigsvej 64 forbinder byen med Åndalsnes, endestation for Raumabanen, og E136. Molde er havn for Hurtigruten.

## Personer fra Molde
- Nini Roll Anker († 1942), forfatter
- Ragnhild Magerøy, forfatter († 2010)
- Knut Ødegaard (1945-), forfatter
- Kjell Magne Bondevik (1947-), politiker, statsminister
- Ole Christian Kvarme (1948-), biskop i Oslo
- Kjell Inge Røkke (1958-), forretningsmand
- Ane Brun (1976-), sanger, musiker
- Linnéa Myhre (1990-), forfatter, blogger

## Venskabsbyer
- Danmark: Vejle
- Sverige: Borås
- Finland: Mikkeli
- Tjekkiet: Česká Lípa